# Guinga
Guinga (Carlos Althier de Souza Lemos Escobar) (nacido en 10 de junio de 1950) es un guitarrista y compositor brasileño nacido en Madureira, un suburbio de clase trabajadora de Río de Janeiro. Como niño, fue apodado "Gringo", debido a su piel pálida, y el nombre artístico "Guinga" proviene de la manera como él pronunciaba la palabra.[cita requerida]

## Biografía
Su tío le enseñó a tocar la guitarra cuándo tenía once años de edad.
Guinga empezó a componer con 14 años de edad. En 1967, a los 17 años y con su canción "Sou Só Sólidão" logró la primera ronda eliminatoria en el segundo "Festival Internacional da Canção" de la Rede Globo (Festival Internacional de Canción). Con la edad de 26,  empezó sus cinco-años de estudios de guitarra clásica con Jodacil Damasceno.
Durante los 1970s, Guinga acompañó cantantes famosos como Beth Carvalho y João Nogueira y grabó con Cartola y Clara Nunes, considerados leyendas del samba. También empezó una fértil "parceria" con el poeta y letrista Paulo Cesar Pinheiro. Sus canciones estuvieron grabadas por artistas importantes como Elis Regina, Nelson Gonçalves, Miúcha, Clara Nunes, y Michel Legrand.
Paralelamente Guinga empezó su carrera como dentista, profesión que ejerció durante casi treinta años.
Su carrera musical tuvo el gran despegue en 1990, cuándo Ivan Lins y Vitor Martins crearon el sello "Velas" para lanzar el primer álbum de Guinga, con un repertorio de canciones suyas con el letrista Aldir Blanc.
Actualmente Guinga es ampliamente considerado como el más innovador compositor de canciones de Brasil, así como uno de sus guitarristas más importantes. [cita necesaria]
Él es conocido por haber abarcado muchos géneros musicales, incluyendo choro, samba, forró, baião, frevo, modinha, vals, foxtrot, blues, música clásica, y jazz. Sus composiciones son a menudo armónica y rítmicamente complejas aunque melódicamente accesibles y emocionalmente resonantes.

## Discografía
- Simples e Absurdo (1991) Velas
- Delírio Carioca (1993) Velas
- Cheio de Dedos (1996) Velas
- Suíte Leopoldina (1999) Velas
- Cine Baronesa (2001) Velas
- Un Música Brasileira deste Século por seus Autores e Intérpretes: Guinga (2002) Sesc
- Noturno Copacabana (2003) Velas
- Graffiando Vento - Guinga & Gabriele Mirabassi (2004) Egea
- Dialetto Carioca (2007) Egea
- Casa de Villa (2007) Biscoito Fino
- Saudade Hacer Cordónão - Guinga & Paulo Sérgio Santos (2009) Biscoito Fino
- Rasgando Seda - Guinga & Quinteto Villa-Lobos (2012) Sesc
- Francis e Guinga - Guinga & Francis Hime (2013) Biscoito Fino

Artista Colaborador
- The Rough Guide to the Music of Brazil (1998) (World Music Network)